# Piranoza dehidrogenaza (akceptor)
Piranoza dehidrogenaza (akceptor) (EC 1.1.99.29, piranozna dehidrogenaza, piranozo-hinonska oksidoreduktaza, hinon-zavisna piranozna dehidrogenaza, PDH) je enzim sa sistematskim imenom piranoza:akceptor oksidoreduktaza. Ovaj enzim katalizuje sledeću hemijsku reakciju
(1) piranoza + akceptor {\displaystyle \rightleftharpoons } piranoz-2-uloza (ili piranoz-3-uloza ili piranoz-2,3-diuloza) + redukovani akceptor
(2) piranozid + akceptor {\displaystyle \rightleftharpoons } piranozid-3-uloza (ili piranozid-3,4-diuloza) + redukovani akceptor
Za rad ovog enzima je neophodan FAD. Brojne aldoze i ketoze u piranoznoj formi, kao i glikozidi, gluko-oligosaharidi, saharoza i laktoza mogu da deluju kao donori. 1,4-Benzohinon ili fericenijumski jon (ferocen oksidovan uklanjanjem jednog elektrona) može da služi kao akceptor. Za razliku od EC 1.1.3.10, piranozna oksidaza, ovaj fungalni enzim ne formira interakcije sa O2 i ispoljava ekstremno široku supstratnu toleranciju sa varijabilnom regioselektivnošću (C-3, C-2 ili C-3 + C-2 ili C-3 + C-4) za (di)oksidaciju različitih šećera.

## Literatura
- Nicholas C. Price; Lewis Stevens (1999). Fundamentals of Enzymology: The Cell and Molecular Biology of Catalytic Proteins (Third изд.). USA: Oxford University Press. ISBN 019850229X.
- Eric J. Toone (2006). Advances in Enzymology and Related Areas of Molecular Biology, Protein Evolution (Volume 75 изд.). Wiley-Interscience. ISBN 0471205036.
- Branden C; Tooze J. Introduction to Protein Structure. New York, NY: Garland Publishing. ISBN 0-8153-2305-0.
- Irwin H. Segel. Enzyme Kinetics: Behavior and Analysis of Rapid Equilibrium and Steady-State Enzyme Systems (Book 44 изд.). Wiley Classics Library. ISBN 0471303097.

## Spoljašnje veze
- Pyranose+dehydrogenase+(acceptor) на 